# Ансервиллер
Ансервилле́р (фр. Ancerviller) — коммуна во французском департаменте Мёрт и Мозель региона Лотарингия. Относится к  кантону Бламон.	

## География
Ансервиллер расположен в  км к востоку от Нанси. Соседние коммуны: Алловиль  и Нониньи на северо-востоке, Монтрё на востоке, Нёвиллер-ле-Бадонвиллер на юго-востоке, Сен-Морис-о-Форж на юге, Монтиньи на юго-востоке, Миньевиль на западе, Домевр-сюр-Везуз на северо-западе.

## Демография
Население коммуны на 2010 год составляло 254 человека.
| 1962 | 1968 | 1975 | 1982 | 1990 | 1999 | 2010 |
| ---- | ---- | ---- | ---- | ---- | ---- | ---- |
| 375  | 309  | 288  | 254  | 220  | 241  | 254  |

## История
В Ансервиллере обнаружены следы галло-романской культуры. Здесь традиционно жили ткачи, жители также занимались плетением. В период Первой мировой войны в 1914—1918 годах деревня подверглась значительным разрушениям.

## Достопримечательности
- В 3 км к юго-востоку между Нёвиллер-ле-Бадонвиллер и Сен-Морис-о-Форж расположена часовня святой Агаты.
- Церковь Ансервиллера была построена в 1918-1923 годах и освящена в 1923 году. Она стала первой церковью, сооружённой во Франции после Первой мировой войны. Витражи церкви были сделаны знаменитым стекольщиком Жаком Грюбером.